# Резистор

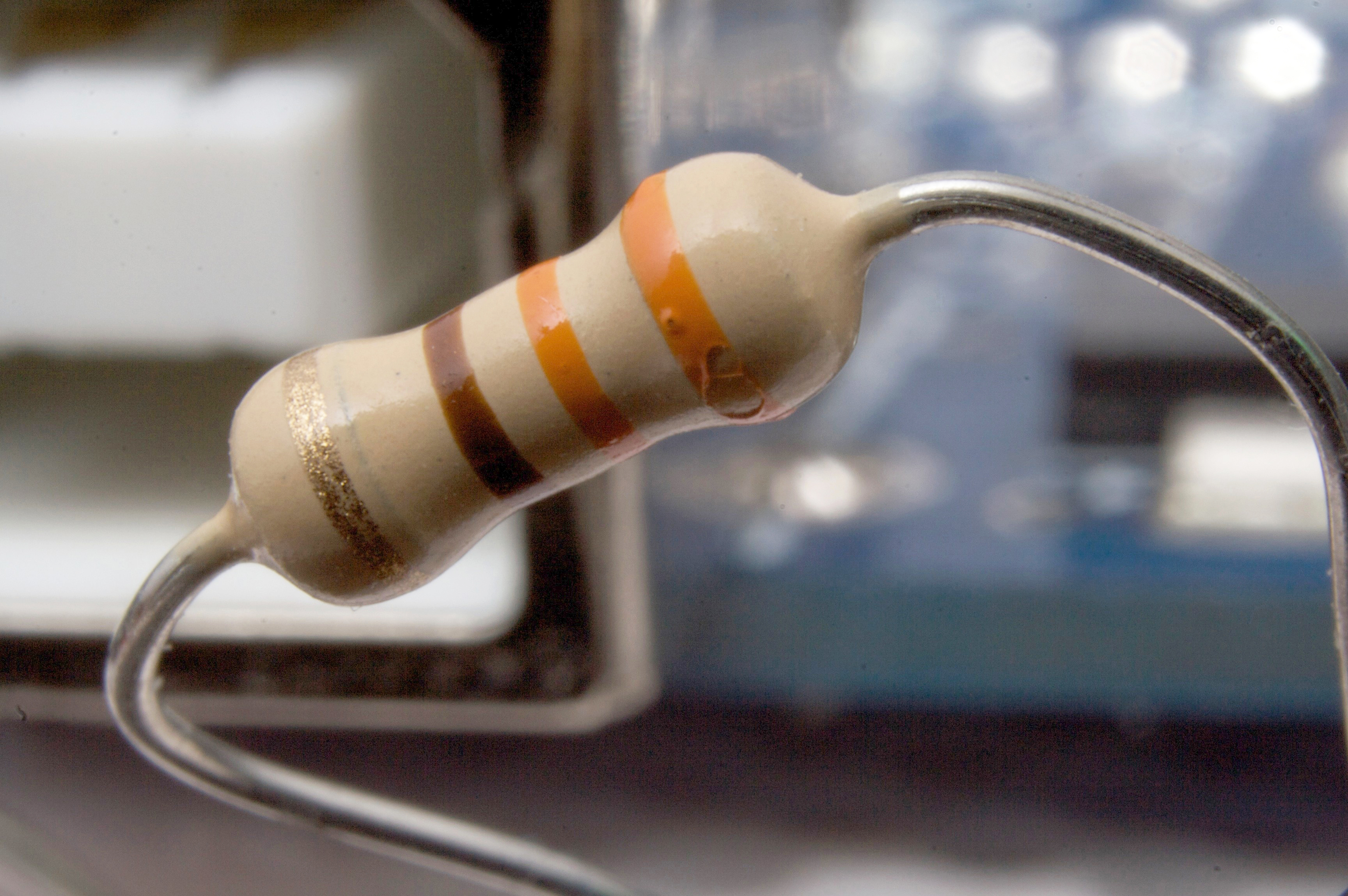
Типовий резистор з дротяними аксіальними виводами для навісного монтажу

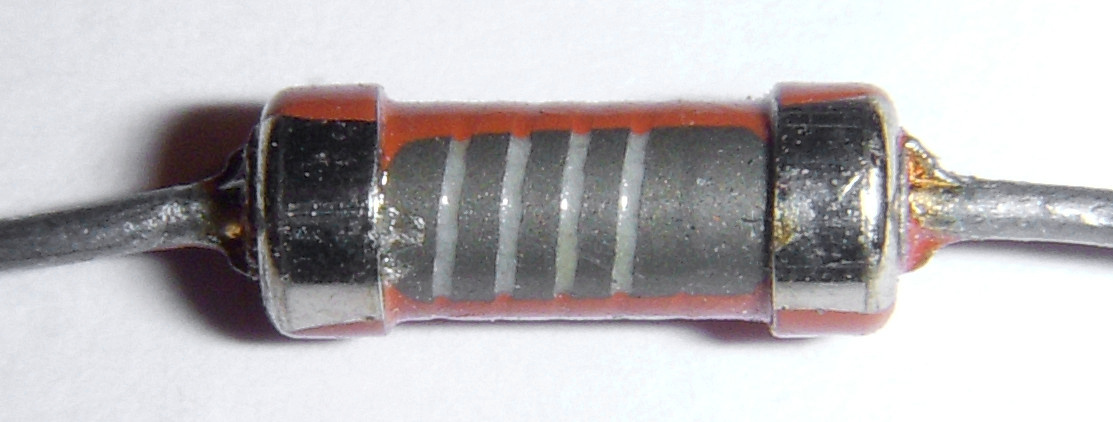
Вуглецевий плівковий резистор Tesla TR-212 1 КОм для навісного монтажу (без захисного лакофарбового покриття)

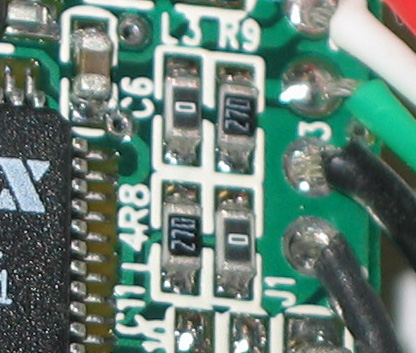
Резистори поверхневого монтажу на електронній платі

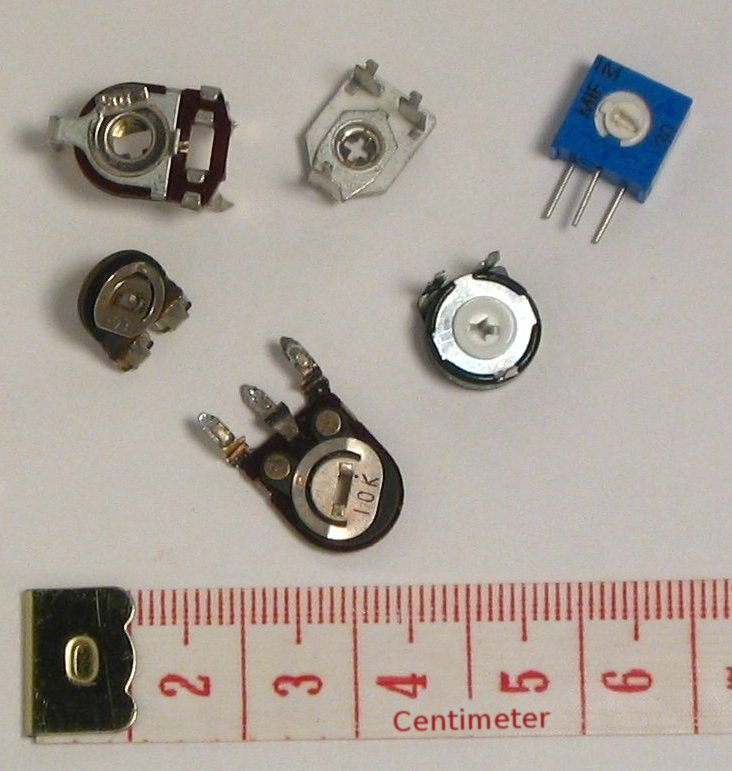
Підлаштовні резистори змінного опору

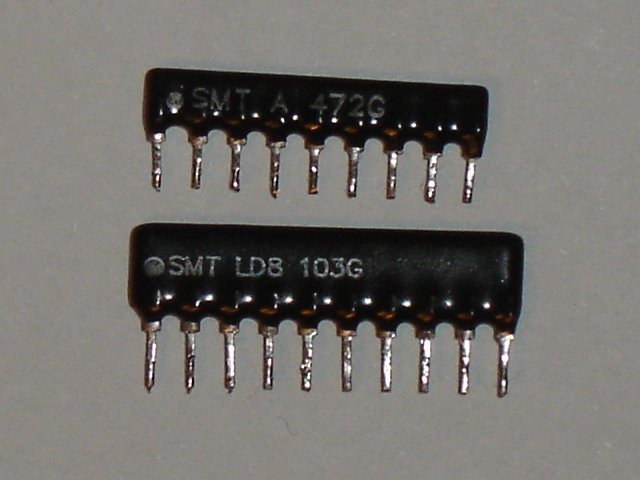
Мікрозбірка резисторів

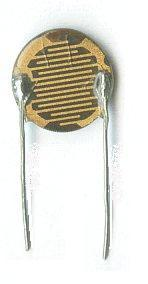
Фоторезистор

Рези́стор або о́пір (від лат. resisto — опираюся) — пасивний елемент електричного кола, призначений для використання його електричного опору. Основною характеристикою резистора є величина його електричного опору. Для випадку лінійної характеристики, значення електричного струму крізь резистор в залежності від електричної напруги, описується законом Ома.

## Загальний опис
Резистори належать до електронних компонентів, що застосовуються в схемах електротехніки та електроніки для обмеження сили струму та розподілу напруги. Резистори — найпоширеніші пасивні компоненти електронної апаратури, що використовуються як навантаження, споживачі та подільники в колах живлення, як елементи фільтрів, шунти, в колах формування імпульсів тощо.

### Основні параметри резисторів
Резистори характеризують номінальним значенням електричного опору (від частин Ома до 1000 ГОм), прийнятним відхиленням від нього (0,001…20 %), максимальною потужністю розсіювання (від сотих часток Вт до декількох сотень Вт), граничною електричною напругою та температурним коефіцієнтом електричного опору.

### Класифікація резисторів
Залежно від призначення, резистори діляться на дві групи: резистори загального призначення та резистори спеціального призначення, до яких належать: високоомні резистори, високовольтні резистори, високочастотні резистори та прецизійні резистори.
За видом резистивного матеріалу резистори класифікуються на:
- дротяні резистори (найдавніші) — відрізок дроту з високим питомим опором, намотаний на неметалевий каркас. Можуть мати значну паразитну індуктивність;
- плівкові металеві резистори — тонка плівка металу з високим питомим опором, напилена на керамічне осердя, на кінці якого вдягнуті металеві ковпачки з дротяними виведеннями. Це найпоширеніший тип резисторів;
- металофольгові резистори — як резистивний матеріал використовується тонка металева стрічка;
- вуглецеві резистори — бувають плівковими і об'ємними. Використовують високий питомий опір графіту;
- напівпровідникові резистори — використовують опір слабколегованого напівпровідника. Ці резистори можуть бути як лінійними, так і мати значну нелінійність вольт-амперної характеристики. В основному використовуються в складі інтегральних мікросхем, де інші типи резисторів застосувати важче.

За характером зміни опору резистори поділяються на:
- резистори сталого опору;
- регульовані резистори змінного опору (потенціометри);
- підлаштовні резистори змінного опору[2].

За видом монтажу резистори бувають:
- для навісного монтажу, з дротяними виводами (англ. Through Hole Technology (THT));
- для поверхневого монтажу (англ. Surface Mount Device (SMD));
- комбінації резисторів в одному загальному блоці, зазвичай мініатюрного виконання (збірки, мікромодулі, матриці, мікросхеми).

За видом вольт-амперної характеристики:
- лінійні резистори;
- нелінійні (напівпровідникові) резистори:
  1. варистори — опір залежить від прикладеної напруги;
  2. терморезистори — опір залежить від температури;
  3. фоторезистори — опір залежить від освітленості;
  4. тензорезистори — опір залежить від деформації резистора;
  5. магніторезистори — опір залежить від величини напруженості магнітного поля.

## Характеристики
- Основною характеристикою резисторів є електричний опір {\displaystyle R\,}. Електричний опір вимірюється в Омах (на честь фізика Георг Симон Ом

Ом (Ω), {\displaystyle 1\Omega ={\frac {1V}{1A}}=1J{\frac {1s}{1C^{2}}}}
| Назва розмірності | Позначення українське | Позначення міжнародне | Величина, Ом              |
| ----------------- | --------------------- | --------------------- | ------------------------- |
| мікроОм           | мкОм                  | μΩ                    | {\displaystyle 1*10^{-6}} |
| міліОм            | мОм                   | mΩ                    | {\displaystyle 1*10^{-3}} |
| Ом                | Ом                    | Ω                     | {\displaystyle 1}         |
| кілоОм            | кОм                   | kΩ                    | {\displaystyle 1*10^{3}}  |
| МегаОм            | МОм                   | MΩ                    | {\displaystyle 1*10^{6}}  |
| ГігаОм            | ГОм                   | GΩ                    | {\displaystyle 1*10^{9}}  |

Для резистора з електричним опором {\displaystyle R\,} при проходженні струму із силою {\displaystyle I\,} спад напруги {\displaystyle U\,} на ньому складає:
{\displaystyle U=IR\,}.
Потужність {\displaystyle P\,}, що розсіюється на резисторі, дорівнює
{\displaystyle P=I^{2}R\,}.
Крім номінального значення опору, для резисторів важливі такі характеристики як допуск, номінальна потужність розсіювання, електрична міцність, температурний коефіцієнт опору, рівень шумів, стабільність резисторів (стійкість до старіння).

### Допуск
Допуском (англ. Tolerance) називають встановлені для даної сукупності резисторів граничні відхилення від номінальної величини опору. Сучасні резистори мають такі значення допусків: ±0.01 % ±0.1 % ±0.02 % ±0.2 % ±0.05 % ±0.5 % ±0.25 % ±1 % ±2 % ±5 % ±10 %

### Номінальна потужність розсіювання
Номінальна потужність розсіювання (англ. Power factor) У будь-який момент потужність P (Ватт), що споживається резистором опору R (Ом), обчислюється як: {\displaystyle P=I^{2}R=IV={\frac {V^{2}}{R}}} , де V (Вольт) — напруга на резисторі, а I (Ампер) — струм, що протікає через нього. Ця потужність перетворюється на тепло, яке повинно розсіюватися корпусом резистора до того, як його температура підвищиться до критичної. Дискретні резистори в електронних системах зазвичай мають потужність 1/10, 1/8 або 1/4 Вт. Зазвичай, вони поглинають набагато менше, ніж 1Ватт. Резистори, необхідні для розсіювання значної кількості енергії, особливо, що використовується в джерелах живлення, схемах перетворення потужності та підсилювачах потужності, як правило, називають резисторами живлення; це означення не застосовується для резисторів з номінальною потужністю менше 1 Вт. Якщо середня потужність, що розсіюється резистором, перевищує його потужність, може виникнути пошкодження резистора, постійно змінюючи його опір. Надмірне розсіювання потужності може підвищити температуру резистора до точки, де він може спалити друковану плату або сусідні компоненти, або навіть викликати пожежу. Є вогнестійкі резистори, які виходять з ладу перш, ніж вони небезпечно перегріваються.
| SMD корпус | Розміри   | Розміри      | Потужність |
| дюйм       | mm        | дюйм         | Вт         |
| 2512       | 6.3 x 3.2 | 0.25 x 0.125 | 1 Вт       |
| 2010       | 5.0 x 2.5 | 0.20 x 0.10  | 1/2 Вт     |
| 1812       | 4.5 x 3.2 | 0.18 x 0.125 | 1/3 Вт     |
| 1210       | 3.2 x 2.5 | 0.125 x 0.10 | 1/4 Вт     |
| 1206       | 3.2 x 1.6 | 0.12 x 0.06  | 1/8 Вт     |
| 0805       | 2.0 x 1.3 | 0.08 x 0.05  | 1/10 Вт    |
| 0603       | 1.6 x 0.8 | 0.06 x 0.03  | 1/16 Вт    |
| 0402       | 1.0 x 0.5 | 0.04 x 0.02  | 1/16 Вт    |
| 0201       | 0.6 x 0.3 | 0.02 x 0.01  | 1/20 Вт    |

### Електрична міцність
Електричною міцністю резистора називають максимальну робочу напругу, яку короткочасно прикладають до виводів резистора без порушення його працездатності.

### Температурний коефіцієнт опору
Температурний коефіцієнт опору резистора (TKR або a) визначається зміною величини опору резистора за зміни його температури на 1°С. Опір металевих і дротяних резисторів залежить від температури. При цьому залежність від температури практично лінійна {\displaystyle ~R=R_{0}(1+\alpha (t-t_{0}))}, оскільки коефіцієнти 2-го й 4-го порядку достатньо малі і при звичайних вимірах ними можна знехтувати. Коефіцієнт {\displaystyle ~\alpha } — називають температурним коефіцієнтом опору. Така залежність опору від температури дозволяє використовувати резистори як термометри. Опір напівпровідникових резисторів може залежати від температури сильніше, можливо, навіть експоненційно, за законом Арреніуса, однак у практичному діапазоні температур і цю експоненційну залежність можна замінити лінійною.

### Рівень шумів резистора
Навіть ідеальний резистор за температури вище абсолютного нуля є джерелом шуму. Це випливає з фундаментальної флуктуативно-дисипативної теореми (у застосуванні до електричних кіл це твердження відоме також як теорема Найквіста). При істотно меншій частоті, ніж {\displaystyle k_{B}T/h} (де {\displaystyle ~k_{B}} — стала Больцмана, {\displaystyle ~T} — абсолютна температура, {\displaystyle ~h} — стала Планка) спектр теплового шуму рівномірний («білий шум»), спектральна густина шуму (перетворення Фур'є від корелятора напруг шуму) {\displaystyle |U|_{\omega }^{2}=4Rk_{B}T}, де {\displaystyle U_{\omega }^{2}=\int dt\langle U(t)U(0)\rangle e^{i\omega t}}. Видно, що чим більший опір, тим більша ефективна напруга шуму, а також, що ефективна напруга шуму пропорційна квадратному кореню з температури. Навіть при абсолютному нулі температур у резисторів, складених з квантових точкових контактів буде шум, який зумовлений Фермі-статистикою. Однак такий шум усувається шляхом послідовного та паралельного приєднання кількох контактів. Рівень шуму реальних резисторів вищий. В шумі реальних резисторів також завжди присутня складова, інтенсивність якої пропорційна оберненій частоті, тобто 1/f шум або «рожевий шум». Цей шум виникає з кількох причин, одна з головних — перезарядження іонів домішок, на яких локалізовані електрони. Шуми резисторів виникають за рахунок проходження в них струму. У змінних резисторах є так звані «механічні» шуми, що виникають при роботі рухомих контактів.

### Стабільність резистора
Стабільність резисторів характеризується зміною величини опору внаслідок впливу як зовнішніх (вологості, температури), так і внутрішніх (фізикохімічних процесів в провідному шарі) факторів. Ці зміни можуть бути як оборотними (властивості резисторів відновлюються при припиненні дії чинника), так і незворотними (властивості резисторів не відновлюються). Одним з сильнодіючих чинників, що впливають на стабільність резисторів, є вологість, що викликає як оборотні, так і необоротні зміни опору. Стабільність резисторів до дії вологи оцінюється коефіцієнтом вологостійкості, що виражає відносну зміну величини опору резистора в умовах підвищеної вологості, в порівнянні з величиною опору в нормальних умовах за певний період часу.

### Старіння резистора
Старіння резисторів характеризується зміною величини опору резистора від часу і відбувається як під час зберігання, так і при експлуатації. Причинами старіння є локальні перегріви резистивного елементу, електролітичні процеси, процеси деструкції матеріалів під дією електричного поля, нагрівання і несприятливих впливів навколишнього середовища (вологості, хімічного забруднення, сонячного світла та ін.).

## Позначення резисторів на принципових електричних схемах
Умовні графічні позначення резисторів на принципових електричних схемах регламентуються ГОСТ 2.728-74. Згідно з ним постійні резистори залежно від виду і потужності, позначаються так:
|          |              |                  |
|          | Потенціометр |                  |
|          |              |                  |
| Резистор |              | Змінний резистор |

| Позначення за ГОСТ 2.728-74 | Опис                                                               |
| --------------------------- | ------------------------------------------------------------------ |
| 2cm                         | Постійний резистор без вказання номінальної потужності розсіювання |
| 2cm                         | Постійний резистор з номінальною потужністю розсіювання 0,05 Вт    |
| 2cm                         | Постійний резистор з номінальною потужністю розсіювання 0,125 Вт   |
| 2cm                         | Постійний резистор з номінальною потужністю розсіювання 0,25 Вт    |
| 2cm                         | Постійний резистор з номінальною потужністю розсіювання 0,5 Вт     |
| 2cm                         | Постійний резистор з номінальною потужністю розсіювання 1 Вт       |
| 2cm                         | Постійний резистор з номінальною потужністю розсіювання 2 Вт       |
| 2cm                         | Постійний резистор з номінальною потужністю розсіювання 5 Вт       |
| 2cm                         | Постійний резистор з номінальною потужністю розсіювання 10 Вт      |

За ГОСТ 2.710-81 резистор, змінний резистор, потенціометр, варистор, терморезистор на електричних схемах позначаються літерою R. Наприклад: R2.

## Види з'єднань резисторів

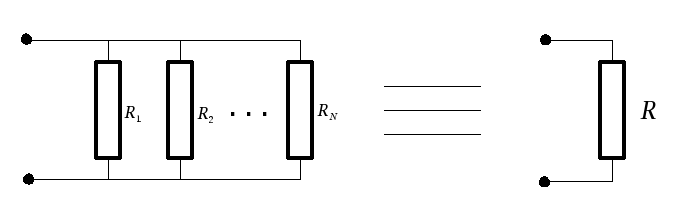
Еквівалентна схема паралельно сполучених резисторів

Змішане сполучення резисторів

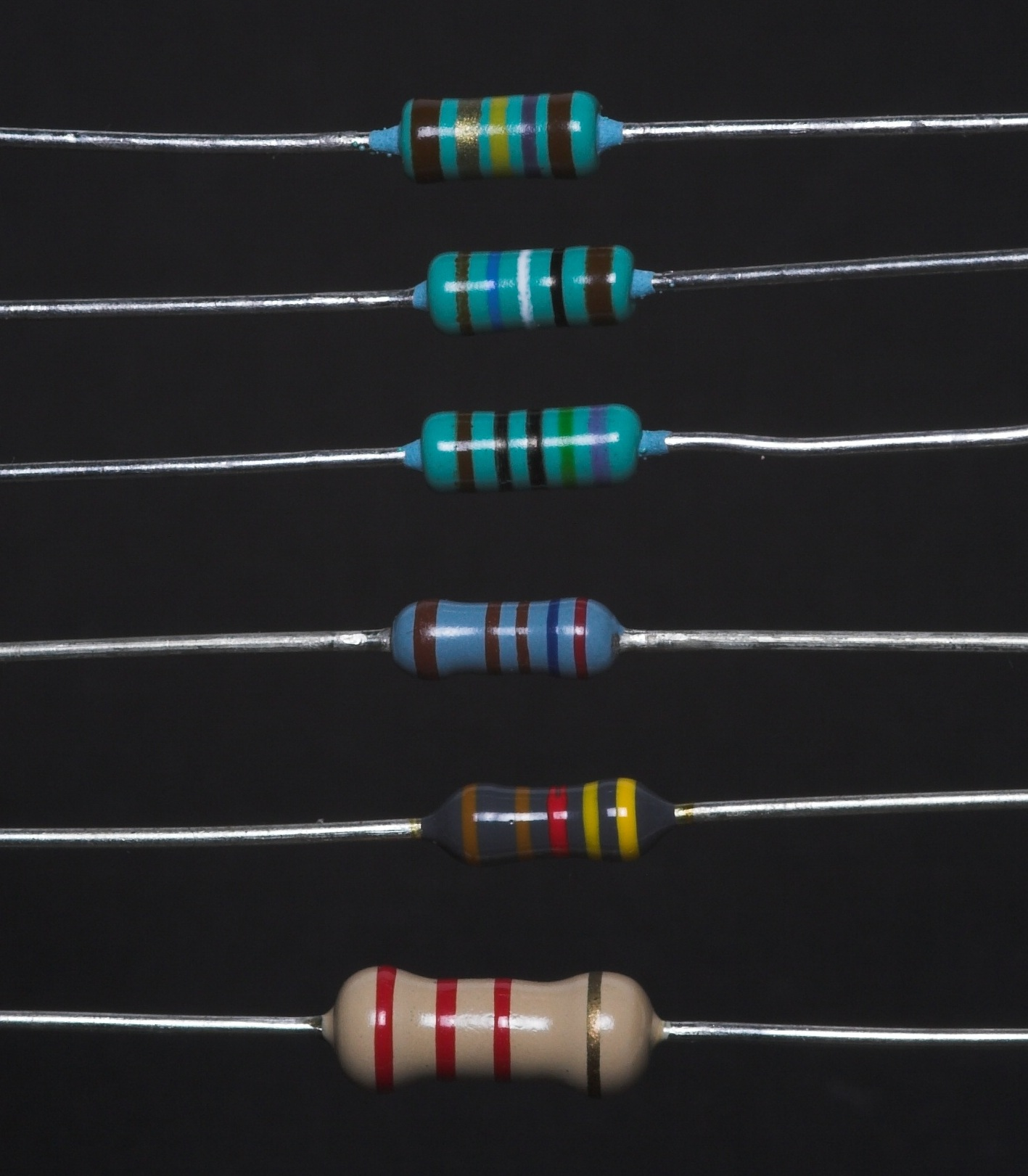
Приклади маркування резисторів кольоровими мітками

Докладніше дивіться: Послідовне і паралельне з'єднання провідників

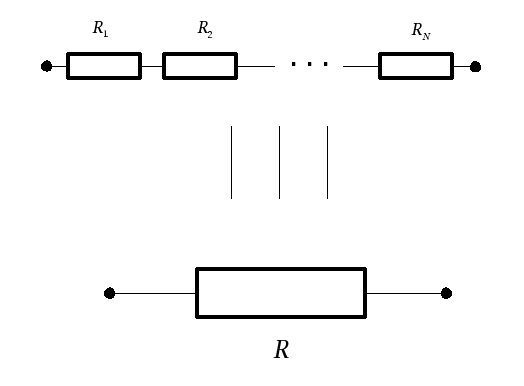
Еквівалентна схема послідовно сполучених резисторів

### Послідовне з'єднання резисторів
При з'єднанні резисторів послідовно їх еквівалентною схемою буде резистор з опором, рівним сумі опору окремих резисторів:
{\displaystyle R=R_{1}+R_{2}+\dots +R_{N}=\sum _{i=1}^{N}R_{i}.}

### Паралельне з'єднання резисторів
При паралельному з'єднанні резисторів обернена величина еквівалентного опору (провідність) дорівнює сумі обернених величин усіх опорів (провідностей).
{\displaystyle {\frac {1}{R}}={\frac {1}{R_{1}}}+{\frac {1}{R_{2}}}+\dots +{\frac {1}{R_{N}}}=\sum _{i=1}^{N}{\frac {1}{R_{i}}}.}

### Змішане з'єднання резисторів
Схема складається з двох паралельно з'єднаних блоків, один з них складається з послідовно з'єднаних резисторів {\displaystyle ~R_{1}} та {\displaystyle ~R_{2}} загальним опором {\displaystyle ~R_{1}+R_{2}}, інший — з резистора {\displaystyle ~R_{3}}; загальна провідність буде становити {\displaystyle {\frac {1}{R}}={\frac {1}{(R_{1}+R_{2})}}+{\frac {1}{R_{3}}}} . Таким чином загальний опір можна обчислити за рівнянням {\displaystyle R={\frac {R_{3}(R_{1}+R_{2})}{R_{1}+R_{2}+R_{3}}}}.

## Маркування резисторів
Промислові резистори одного й того ж номіналу різняться між собою за опором за законами розподілу випадкових величин. Величина можливого відхилення від номінального значення визначається точністю резистора. Випускають резистори з точністю 20 %, 10 %, 5 %, і т. д. аж до 0,01 %. Номінали резисторів не довільні: їх значення вибираються зі спеціальних номінальних рядів за ГОСТ 28884-90 (IEC 63-63), найчастіше з номінальних рядів E6 (20 %), E12 (10 %) або E24 (для резисторів з точністю до 5 %), для точніших резисторів використовуються точніші ряди (наприклад, E48).
Резистори, що випускаються промисловістю, характеризуються також певним значенням максимальної потужності розсіювання(випускаються резистори потужністю 0,065 Вт; 0,125 Вт; 0,25 Вт; 0,5 Вт; 1 Вт; 2 Вт; 5 Вт аж до 150 Вт).

### Маркування резисторів для навісного монтажу
Відповідно до ГОСТ 28883-90 (IEC 62-74) кольорове маркування наноситься у вигляді 3, 4, 5 або 6 кольорових кілець.
| Колір        | Значення | Значення | Множник  | Допустиме відхилення ± % | Темп.коеф.опору ± 10−6/K |
| Колір        | 1 кільце | 2 кільце | 3 кільце | 4 кільце                 | Останнє кільце           |
| ------------ | -------- | -------- | -------- | ------------------------ | ------------------------ |
| відсутнє     |          |          |          | 20                       |                          |
| сріблястий   |          |          | 0,01 Ω   | 10                       |                          |
| золотистий   |          |          | 0,1 Ω    | 5                        |                          |
| чорний       | 0        | 0        | x 1 Ω    | 20                       | 200                      |
| коричневий   | 1        | 1        | x 10 Ω   | 1                        | 100                      |
| червоний     | 2        | 2        | x 100 Ω  | 2                        | 50                       |
| помаранчевий | 3        | 3        | x 1 kΩ   | 3                        | 15                       |
| жовтий       | 4        | 4        | x 10 kΩ  | 0,1                      | 25                       |
| зелений      | 5        | 5        | x 100 kΩ | 0,5                      |                          |
| блакитний    | 6        | 6        | x 1 MΩ   | 0,25                     | 10                       |
| фіолетовий   | 7        | 7        | x 10 MΩ  | 0,1                      | 5                        |
| сірий        | 8        | 8        |          | 0,05                     | 1                        |
| білий        | 9        | 9        |          |                          |                          |

- якщо нанесено три кільця, вони позначають величину опору (у тому числі третє — множник), а допустиме відхилення становить ± 20 %;
- якщо нанесено чотири кільця, то перші три (як у пункті, наведеному вище) позначають значення опору, а четверте — допустиме відхилення;
- якщо є п'ять кілець, перші три позначають опір, четверте — множник, а п'яте — допустиме відхилення;
- якщо є шість кілець, — це точний резистор і перші три кільця позначають опір, четверте — множник, п'яте — допустиме відхилення, шосте — температурний коефіцієнт опору (це кільце може знаходитись на самому краю резистора).

### Маркування резисторів поверхневого монтажу (SMD-резисторів)

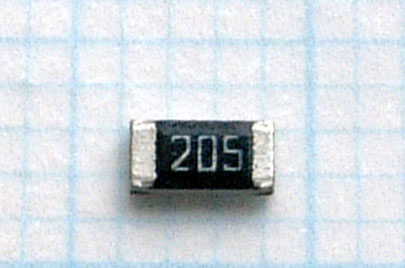
SMD-резистор опором 2 МОм типорозміру 1206

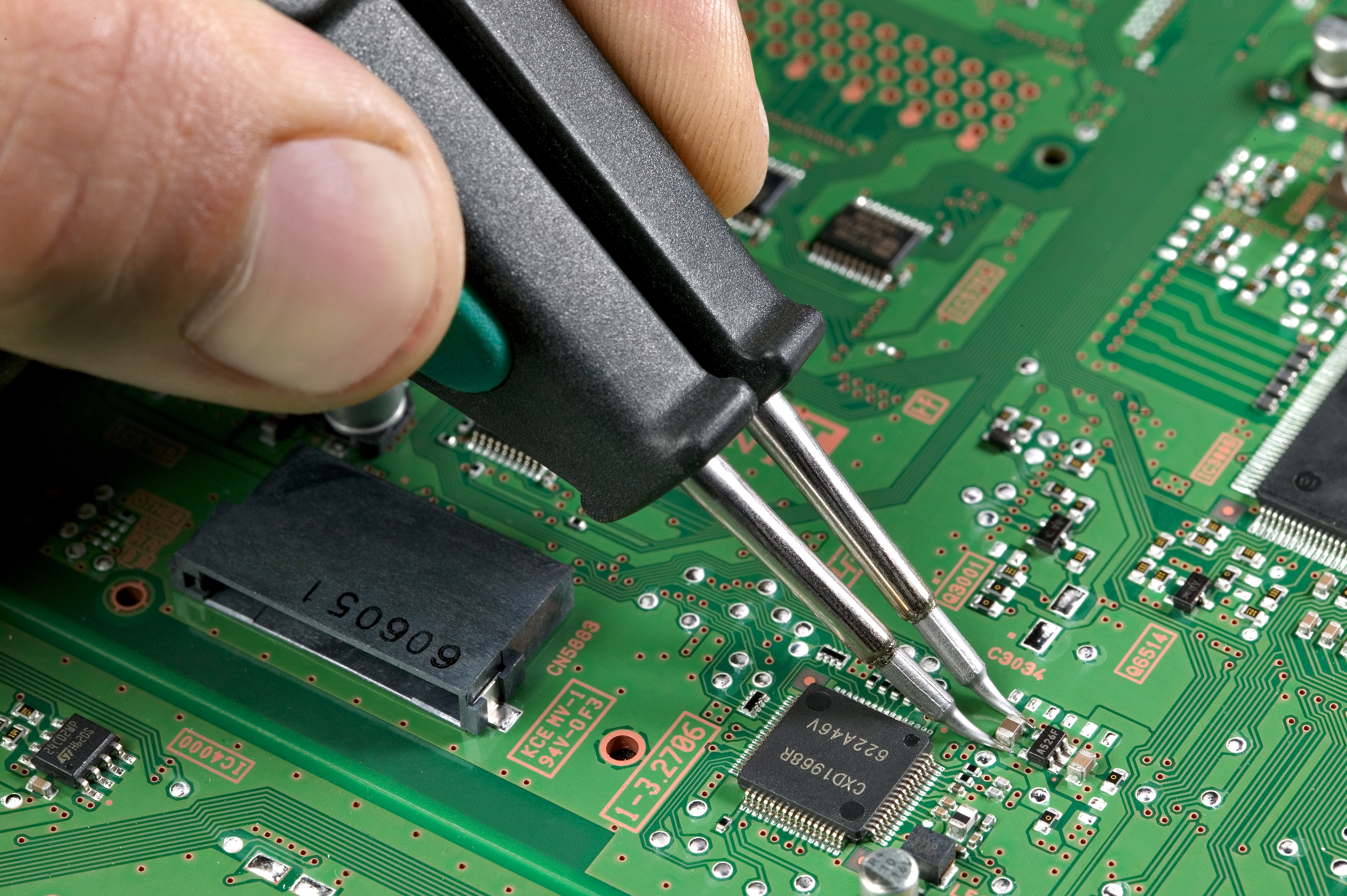
Паяння SMD-резистора 0805 типорозміру за допомогою паяльного пінцета

Резистори для поверхневого монтажу випускаються з низкою типорозмірів: 0201, 0402, 0603, 0805, 1206, 1210, 1218 і т. д. Зазвичай, типорозмір корпусу складається з чотирьох цифр, які вказують на його довжину і ширину. Наприклад, корпус 0805 означає таке: 0805 = довжина х ширина = (0,08 х 0,05) дюйма. Іноді ці цифри задаються в міліметрах, наприклад корпус 5763 має габарити (5,7 х 6,3) мм. Корпуси з однаковою назвою можуть мати різну висоту, різні контактні майданчики й бути виконані з різних матеріалів, але розраховані для монтажу на стандартне установче місце.
- Маркування 3-ма цифрами

Перші дві цифри вказують значення в омах, остання — кількість нулів. Поширюється на резистори з ряду номіналів Е24 з допуском 1 % і 5 % типорозмірів 0603, 0805 та 1206. Буква R грає роль десяткової коми.
Приклад:
220 = 22 x 100 (1) = 22Ω (не 220Ω!)
471 = 47 x 101 (10) = 470Ω
102 = 10 x 102 (100) = 1000Ω або 1kΩ
3R3 = 3.3Ω
- Маркування 4-ма цифрами

Перші три цифри вказують значення в омах, остання — число нулів. Поширюється на резистори з ряду номіналів Е96 з допуском 1 % типорозмірів 0805 та 1206. Буква R має значення десяткової коми.
Приклад:
4700 = 470 x 100 (1) = 470Ω (не 4700Ω!) 2001 = 200 x 101 (10) = 2000Ω або 2kΩ 1002 = 100 x 102 (100) = 10000Ω або 10kΩ 15R0 = 15.0Ω
- Маркування 3-ма символами цифра-цифра-буква (JIS-C-5201)

| Ω                   | Код                 |                       | Ω                     | Код                   |                       | Ω                     | Код                   |                        | Ω                      | Код                    |                        | Ω                       | Код                     |                        | Ω                      | Код                    |                         | Код                     | Множник |
| 100                 | 01                  | 147                   | 17                    | 215                   | 33                    | 316                   | 49                    | 464                    | 65                     | 681                    | 81                     | Z                       | 0.001                   |                        |                        |                        |                         |                         |         |
| 102                 | 02                  | 150                   | 18                    | 221                   | 34                    | 324                   | 50                    | 475                    | 66                     | 698                    | 82                     | Y або R                 | 0.01                    |                        |                        |                        |                         |                         |         |
| 105                 | 03                  | 154                   | 19                    | 226                   | 35                    | 332                   | 51                    | 487                    | 67                     | 715                    | 83                     | X або S                 | 0.1                     |                        |                        |                        |                         |                         |         |
| 107                 | 04                  | 158                   | 20                    | 232                   | 36                    | 340                   | 52                    | 499                    | 68                     | 732                    | 84                     | A                       | 1                       |                        |                        |                        |                         |                         |         |
| 110                 | 05                  | 162                   | 21                    | 237                   | 37                    | 348                   | 53                    | 511                    | 69                     | 750                    | 85                     | B або H                 | 10                      |                        |                        |                        |                         |                         |         |
| 113                 | 06                  | 165                   | 22                    | 243                   | 38                    | 357                   | 54                    | 523                    | 70                     | 768                    | 86                     | C                       | 100                     |                        |                        |                        |                         |                         |         |
| 115                 | 07                  | 169                   | 23                    | 249                   | 39                    | 365                   | 55                    | 536                    | 71                     | 787                    | 87                     | D                       | 1000                    |                        |                        |                        |                         |                         |         |
| 118                 | 08                  | 174                   | 24                    | 255                   | 40                    | 374                   | 56                    | 549                    | 72                     | 806                    | 88                     | E                       | 10000                   |                        |                        |                        |                         |                         |         |
| 121                 | 09                  | 178                   | 25                    | 261                   | 41                    | 383                   | 57                    | 562                    | 73                     | 825                    | 89                     | F                       | 100000                  |                        |                        |                        |                         |                         |         |
| 124                 | 10                  | 182                   | 26                    | 267                   | 42                    | 392                   | 58                    | 576                    | 74.0                   | 845                    | 90                     |                         |                         |                        |                        |                        |                         |                         |         |
| 127                 | 11                  | 187                   | 27                    | 274                   | 43                    | 402                   | 59                    | 590                    | 75                     | 866                    | 91                     | Приклади                | Приклади                |                        |                        |                        |                         |                         |         |
| 130                 | 12                  | 191                   | 28                    | 280                   | 44                    | 412                   | 60                    | 604                    | 76                     | 887                    | 92                     |                         |                         |                        |                        |                        |                         |                         |         |
| 133                 | 13                  | 196                   | 29                    | 287                   | 45                    | 422                   | 61                    | 619                    | 77                     | 909                    | 93                     | 01Y = 100 x 0.01 = 1Ω   | 01Y = 100 x 0.01 = 1Ω   |                        |                        |                        |                         |                         |         |
| 137                 | 14                  | 200                   | 30                    | 294                   | 46                    | 432                   | 62                    | 634                    | 78                     | 931                    | 94                     | 68X = 499 x 0.1 = 49.9Ω | 68X = 499 x 0.1 = 49.9Ω |                        |                        |                        |                         |                         |         |
| 140                 | 15                  | 205                   | 31                    | 301                   | 47                    | 442                   | 63                    | 649                    | 79                     | 953                    | 95                     | 76X = 604 x 0.1 = 60.4Ω | 76X = 604 x 0.1 = 60.4Ω |                        |                        |                        |                         |                         |         |
| 143                 | 16                  | 210                   | 32                    | 309                   | 48                    | 453                   | 64                    | 665                    | 80                     | 976                    | 96                     | 01A = 100 x 1 = 100Ω    | 01A = 100 x 1 = 100Ω    |                        |                        |                        |                         |                         |         |
| 0603, ±1 %Маркуваня | 0603, ±1 %Маркуваня | Приклади та поясненя  | Приклади та поясненя  | Приклади та поясненя  | Приклади та поясненя  | Приклади та поясненя  | Приклади та поясненя  | Розрахунок:            | Розрахунок:            | Розрахунок:            | Розрахунок:            | Розрахунок:             | Розрахунок:             | Розрахунок:            | Розрахунок:            | Розрахунок:            | 29B = 196 x 10 = 1.96kΩ | 29B = 196 x 10 = 1.96kΩ |         |
| 0603, ±1 %Маркуваня | 0603, ±1 %Маркуваня | Приклади та поясненя  | Приклади та поясненя  | Приклади та поясненя  | Приклади та поясненя  | Приклади та поясненя  | Приклади та поясненя  | Розрахунок:            | Розрахунок:            | Розрахунок:            | Розрахунок:            | Розрахунок:             | Розрахунок:             | Розрахунок:            | Розрахунок:            | Розрахунок:            | 01C = 100 x 100 = 10kΩ  |                         |         |
| 01B або H           | 01B або H           | 01 = 100 B або H = 10 | 01 = 100 B або H = 10 | 01 = 100 B або H = 10 | 01 = 100 B або H = 10 | 01 = 100 B або H = 10 | 01 = 100 B або H = 10 | 100 x 10 = 1K Ohm      | 100 x 10 = 1K Ohm      | 100 x 10 = 1K Ohm      | 100 x 10 = 1K Ohm      | 100 x 10 = 1K Ohm       | 100 x 10 = 1K Ohm       | 100 x 10 = 1K Ohm      | 100 x 10 = 1K Ohm      | 100 x 10 = 1K Ohm      |                         |                         |         |
| 25C                 | 25C                 | 25 = 178 °C = 100     | 25 = 178 °C = 100     | 25 = 178 °C = 100     | 25 = 178 °C = 100     | 25 = 178 °C = 100     | 25 = 178 °C = 100     | 178 x 100 = 17.8K Ohm  | 178 x 100 = 17.8K Ohm  | 178 x 100 = 17.8K Ohm  | 178 x 100 = 17.8K Ohm  | 178 x 100 = 17.8K Ohm   | 178 x 100 = 17.8K Ohm   | 178 x 100 = 17.8K Ohm  | 178 x 100 = 17.8K Ohm  | 178 x 100 = 17.8K Ohm  |                         |                         |         |
| 93D                 | 93D                 | 93 = 909 D = 1,000    | 93 = 909 D = 1,000    | 93 = 909 D = 1,000    | 93 = 909 D = 1,000    | 93 = 909 D = 1,000    | 93 = 909 D = 1,000    | 909 x 1,000 = 909K Ohm | 909 x 1,000 = 909K Ohm | 909 x 1,000 = 909K Ohm | 909 x 1,000 = 909K Ohm | 909 x 1,000 = 909K Ohm  | 909 x 1,000 = 909K Ohm  | 909 x 1,000 = 909K Ohm | 909 x 1,000 = 909K Ohm | 909 x 1,000 = 909K Ohm |                         |                         |         |

Перші два символи — цифри, що вказують код значення опору в омах, що взяті з наведеної таблиці, останній символ— буква, що вказує значення множника. Поширюється на резистори з ряду Е96 з допуском 1 % і типорозміром 0603.
Примітки:
- резистор з маркуванням 0, 00, 000 або 0000 — це перемичка (нуль Ом).
- резистор позначений стандартним тризначним кодом та короткою смужкою під маркуванням позначає точність резистора (1 % або менше) зі значенням, узятим із серії E24 (ці значення зазвичай зарезервовані для 5 % резисторів). Наприклад: 122 = 1.2kΩ 1 %. Деякі виробники підкреслюють усі три цифри — не плутайте це з кодом, який використовується на детектуючих резисторах малого струму.
- SMD-резистори номіналами порядку міліом, виготовлені для детектування струму, часто позначаються за допомогою букв M, m або L, показуючи розташування десяткової крапки (зі значенням у міліомах). Наприклад: 1M50 = 1,50mΩ, 2M2 = 2,2mΩ, 5L00 = 5mΩ.
- SMD-резистори, що використовуються як датчики струму, також можна позначати довгим штрихом зверху (1m5 = 1,5mΩ, R001 = 1mΩ тощо) або довгим штрихом під кодом (101 = 0,101Ω, 047 = 0,047Ω). Підкреслення використовується тоді, коли початкова літера 'R' не пишеться через обмежену площу на корпусі резистора. Так, наприклад, R068 стає 068 = 0,068Ω (68mΩ).

- Маркування 3-ма символами буква-цифра-цифра

Степінь при 10 кодується буквою (так же, як і для 1%-них опорів, див. таблицю вище), мантиса значення опору і точність кодується 2 цифрами (див. таблицю нижче). Поширюється на резистори з рядів номіналів E12 та E24 з точністю 2 %, 5 % і 10 %.
|           |              |           |              |     |           |              |           |              |     |                                 |                                 |         |      |      |  | _____Код_____ | ___Множник___ |  |
|           | 2 %          | 2 %       |              | 5 % | 5 %       | 5 %          | 5 %       | 5 %          |     | 10 %                            | 10 %                            | 10 %    | 10 % | 10 % |  | Z             | 0.001         |  |
| ___Код___ | __Значення__ | ___Код___ | __Значення__ |     | ___Код___ | __Значення__ | ___Код___ | __Значення__ |     | ___Код___                       | __Значення__                    | Y або R | 0.01 |      |  |               |               |  |
| 1         | 100          | 13        | 330          | 25  | 100       | 37           | 330       | 49           | 100 | X або S                         | 0.1                             |         |      |      |  |               |               |  |
| 2         | 110          | 14        | 360          | 26  | 110       | 38           | 360       | 50           | 120 | A                               | 1                               |         |      |      |  |               |               |  |
| 3         | 120          | 15        | 390          | 27  | 120       | 39           | 390       | 51           | 150 | B або H                         | 10                              |         |      |      |  |               |               |  |
| 4         | 130          | 16        | 430          | 28  | 130       | 40           | 430       | 52           | 180 | C                               | 100                             |         |      |      |  |               |               |  |
| 5         | 150          | 17        | 470          | 29  | 150       | 41           | 470       | 53           | 220 | D                               | 1000                            |         |      |      |  |               |               |  |
| 6         | 160          | 18        | 510          | 30  | 160       | 42           | 510       | 54           | 270 | E                               | 10000                           |         |      |      |  |               |               |  |
| 7         | 180          | 19        | 560          | 31  | 180       | 43           | 560       | 55           | 330 | F                               | 100000                          |         |      |      |  |               |               |  |
| 8         | 200          | 20        | 620          | 32  | 200       | 44           | 620       | 56           | 390 | Приклади                        | Приклади                        |         |      |      |  |               |               |  |
| 9         | 220          | 21        | 680          | 33  | 220       | 45           | 680       | 57           | 470 | S01(2 %) = 100*0,1 = 10 Ом      | S01(2 %) = 100*0,1 = 10 Ом      |         |      |      |  |               |               |  |
| 10        | 240          | 22        | 750          | 34  | 240       | 46           | 750       | 58           | 560 | C31(5 %) = 180*100 = 18000 Ом   | C31(5 %) = 180*100 = 18000 Ом   |         |      |      |  |               |               |  |
| 11        | 270          | 23        | 820          | 35  | 270       | 47           | 820       | 59           | 680 | A42(5 %) = 510*1 = 510 Ом       | A42(5 %) = 510*1 = 510 Ом       |         |      |      |  |               |               |  |
| 12        | 300          | 24        | 910          | 36  | 300       | 48           | 910       | 60           | 820 | D18(2 %) = 510*1000 = 510000 Ом | D18(2 %) = 510*1000 = 510000 Ом |         |      |      |  |               |               |  |
|           |              |           |              |     |           |              |           |              |     |                                 |                                 |         |      |      |  |               |               |  |

## Особливості виробництва резисторів

### Дротяні резистори

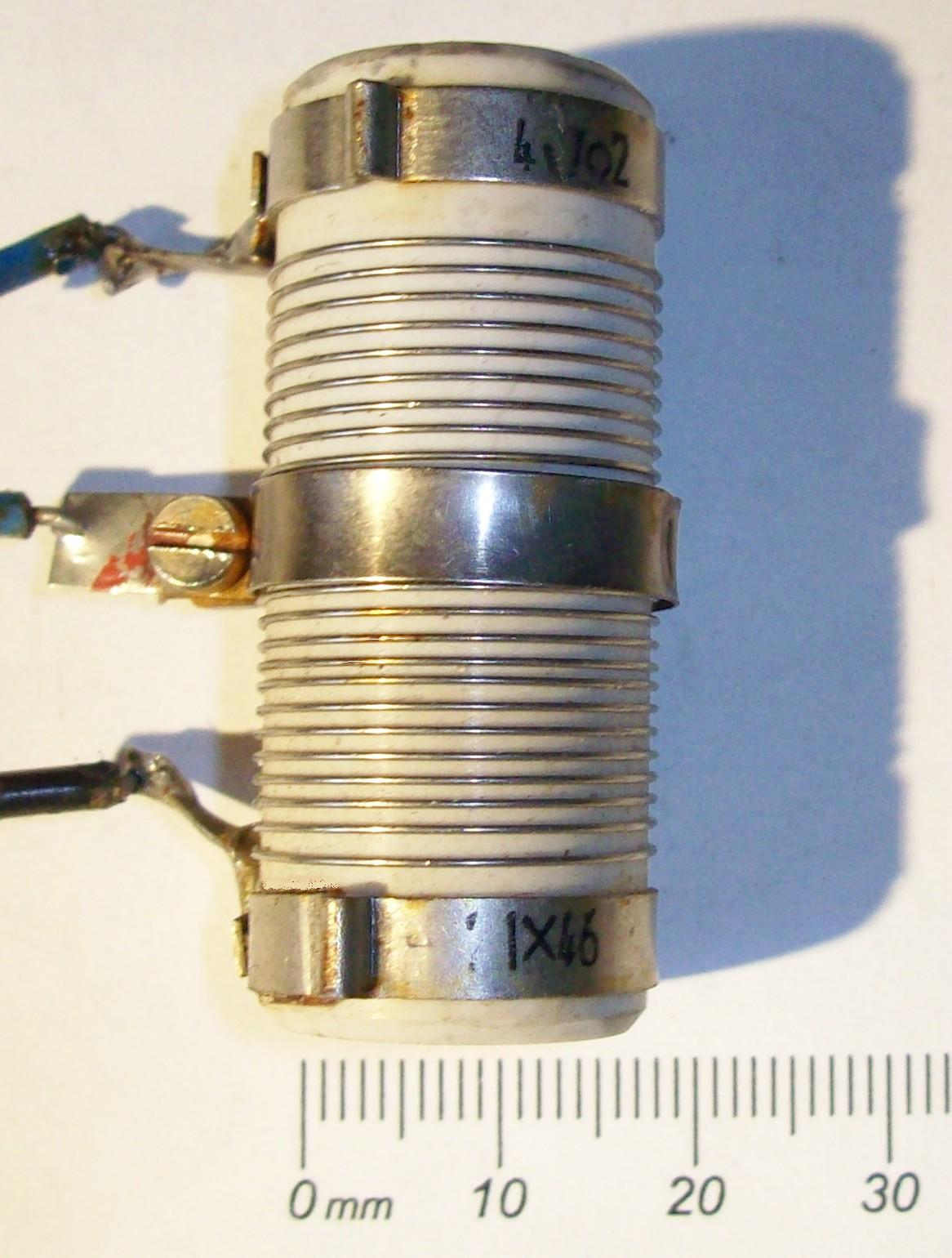
Дротяний резистор

Дротяні резистори постійного опору зазвичай виконують на циліндричній ізоляційній підкладці з одно- або багатошаровим намотуванням. Провід та контактні вузли захищають, як правило, силікатними емалевими покриттями. Дротяні резистори відрізняються високою стабільністю опору, низьким рівнем власних шумів, великою допустимою потужністю розсіювання, високою точністю опору. Ці резистори мають порівняно великі паразитні реактивні параметри і тому використовуються лише на помірно низьких частотах. Використовуються проводи високого опору (ніхром, манганин, константан) з малим значенням температурного коефіцієнта питомого опору. Для зменшення паразитних параметрів дротяних резисторів застосовують намотування спеціальних видів.
Постійні дротяні резистори мають номінали 3 Ом…51 кОм і номінальну потужність до 150 Вт. Промисловість випускає такі типи дротяних резисторів:
- з одношаровим намотуванням:
  - ПЕ — дротові емальовані;
  - ПЕВ — дротові емальовані вологостійкі;
  - ПЕВТ — дротові емальовані і волого- і термостійкі;
  - ПЕВР — дротові емальовані вологостійкі регульовані, що мають латунний рухливий з затискним гвинтом хомут, котрий має можливість переміщатись вздовж корпусу резистора по витках дроту, вільних від ізоляції;
- регульовані з багатошаровим намотуванням:
  - ПТ — дротові точні;
  - ПТН, ПТМ, ПТК — дротові точні, відповідно з ніхромового, магнанинового чи константанового дроту;
  - ПТМН, ПТММ, ПТМК — дротові точні малогабаритні, відповідно з ніхрому, манганину чи константану.

Резистори з одношаровим намотуванням мають допустимі відхилення від номіналу ± 5; ± 10 %, а резистори з багатошаровим намотуванням — ± 0,25; ± 0,5; ± 1 %.

### Металоплівкові резистори
Металоплівкові резистори містять резистивний елемент у вигляді дуже тонкої (десяті частки мікрометра) металевої плівки (танталу, хрому і ніхрому), нанесеної на підкладку з кераміки, скла, шаруватого пластику, ситалу або іншого ізоляційного матеріалу. Металоплівкові резистори характеризуються високою стабільністю параметрів, слабкою залежністю опору від частоти й напруги і високою надійністю. Недоліком деяких металоплівкових резисторів є знижена надійність при підвищеній номінальній потужності, особливо під час імпульсних навантажень. Температурний коефіцієнт опору (ТКО) резисторів типів ОМЛТ не перевищує 0,02·10−2 K−1. Рівень шумів резисторів групи А не більший за 1 мкВ/В, групи Б — не більший за 5 мкВ/В.

### Вуглецеві (вугільні) резистори
Резистивний елемент цих резисторів — тонка плівка вуглецю, нанесена на стрижневу або трубчасту підкладку з кераміки. Вуглецеві резистори характеризуються високою сталістю опору, низьким рівнем власних шумів, невеликим негативним ТКО, слабкою залежністю опору від частоти і прикладеної напруги. Боровуглецеві резистори типу БЛП за стабільністю опору можуть не поступатися дротяним резисторам. ТКО цих резисторів дорівнює — (0,012 … 0,025)·10−2 K−1. Боровуглецеві резистори одержують термічним розкладанням (піролізом) бороорганічних сполук.

### Композиційні резистори
Резистивний елемент цих резисторів виготовляють на основі композицій, що складаються з суміші порошкоподібного провідника (сажа, графіт, порошки срібла, паладію, напівпровідникові матеріали, такі, як оксиди цих металів, карбіди кремнію, вольфраму та ін.) і органічного або неорганічного діелектрика (полімери, порошкоподібне скло, неорганічні емалі). Композиційні резистори випускають плівкового і об'ємного видів. Плівкові композиційні резистори за конструкцією схожі до вуглецевих, але відрізняються більшою товщиною плівки. Об'ємні резистивні елементи виготовляють у вигляді стрижня шляхом пресування композиційної суміші, плівкові — шляхом нанесення композиційної суміші на ізоляційну підкладку.
Плівки керметного типу наносять методом випаровування у вакуумі суміші порошків металів (Cr, Ni, Fe) і оксидів (SiO, Nd2O3, TiO2), причому співвідношення між кількістю тих і інших компонентів визначає основні властивості плівок. Керметні плівки відрізняються високою однорідністю властивостей, підвищеною термостійкістю; широко використовують для виготовлення резисторних мікрозбірок.
Плівкові композиційні резистори характеризуються сильною залежністю опору від напруги, низькою стабільністю параметрів і дуже високою надійністю. Об'ємні композиційні резистори з органічними сполучними матеріалами відрізняються високою стабільністю параметрів, порівняно низькою надійністю і зниженим рівнем власних шумів, а з неорганічними в'яжучими матеріалами — дуже високою надійністю, низькою стабільністю опору до значень частоти 50 кГц. Опір цих резисторів практично не залежить від напруги.

### Металооксидні резистори
Металооксидні резистори виготовляються на основі оксиду металів, найчастіше діоксиду олова. За будовою, вони не відрізняються від металоплівкових, характеризуються середньою стабільністю параметрів, слабкою залежністю опору від частот і напруги, високою надійністю.

## Застосування
Сфера застосування резисторів надзвичайно широка, вони вважаються одними з найбільш поширених елементів монтажу. Основна функція резистора полягає в обмеженні струму. Він також нерідко застосовується в схемах розподілу напруги. Резистори застосовуються в електричних схемах для встановлення сили струму на інших елементах кола, для демпфування коливань у фільтрах тощо.
Резистори у схемотехніці виконують одну з основних функцій — забезпечення зміщення робочої точки транзисторних каскадів за допомогою подільника напруги або подільника струму, операцію додавання струмів або напруг, узгодження активних вхідних або вихідних опорів каскадів, а також спільно з реактивними елементами L або C утворюють ланки фільтрування або блокування, а також ланки корекції частотних і перехідних характеристик каскадів. Найбільш часто в практичній схемотехніці застосовують подільники напруги та регулятори напруги.
Резистори з кожним роком розширюють сферу впливу і використання. Від низьковольтних кишенькових приладів до високовольтних промислових агрегатів.
Зустріти резистори можна в побутових приладах, медичному, технічному обладнанні, вимірювальних пристроях, системах автоматики, ланцюгах живлення, високочастотних лініях, хвилеводах, робототехніці, автотранспортних технологіях, теле-, радіо-, відеоапаратурі та інше.